# Louis Merck
Louis Merck (Darmstadt, 8 de novembro de 1854 – Darmstadt, 15 de setembro de 1913) foi um químico e empresário alemão.

## Vida
Filho de Carl Merck (1823–1885) e sua mulher Marie, nascida Hoffmann (1824–1899), natural de Altenburg, Alsfeld. Após estudar química passou a trabalhar na empresa de seu pai em 1883, uma sociedade com o nome de firma registrado como E. Merck, onde foi inicialmente chefe da seção de pesquisa. A partir de 1897 até sua morte trabalhou na diretoria da empresa. Foi durante sua era que ocorreu a mudança da empresa do centro da cidade de Darmstadt para o norte da cidade. Na sua época a firma tinha praticamente o monopólio de alguns produtos, como por exemplo Santonin e Cocaína.
Louis Merck foi casado com Emmy, nascida Eigenbrodt (1862–1948), natural de Darmstadt. Tiveram quatro filhos: Karl Merck (1886–1968), Louis (1887–1945),  Franz (1893–1965) e Marei (1890–1968).
Louis Merck foi sepultado no Alter Friedhof Darmstadt (Localização: III Mauer 93).

## Condecorações
Merck recebeu em 1907 um doutorado honoris causa da Universidade de Giessen.